# Hetzdorfer Viadukt
Der (oder auch das) Hetzdorfer Viadukt ist eine unter Denkmalschutz stehende ehemalige Eisenbahnbrücke der zweigleisigen Bahnstrecke Dresden–Werdau über das Flöhatal in Hetzdorf bei Falkenau in Sachsen. Die Bahnstrecke über die Brücke wurde 1992 verlegt und im Bereich des Viadukts stillgelegt. Der Viadukt ist heute Teil eines Wanderwegs. Mit einer Höhe von 43 m war er die höchste eingeschossige Brücke der Deutschen Reichsbahn.

## Geschichte
Ursprünglich sollte das letzte Teilstück der Hauptbahn von Dresden nach Chemnitz über Hainichen errichtet werden. Nachdem sich aber abzeichnete, dass die Strecke Teil einer längeren Fernverbindung von Schlesien nach Süddeutschland werden würde, entschied man sich für die kürzeste Linie über Oederan. 1864 beschloss der sächsische Landtag dann den Bau der Eisenbahnstrecke Freiberg – Flöha über Oederan.
Die Brücke wurde in den Jahren 1866 bis 1868 als letztes der 138 Brückenbauwerke zwischen Dresden und Chemnitz für 1,65 Millionen Mark errichtet und auch als letzte Brücke zwischen Hof und Dresden fertiggestellt. Für das Heranführen der Baustoffe wurde eine 6,23 km lange Bahn ab Flöha angelegt. Die Baukosten der Brücke beliefen sich auf 550.000 Taler. Während der Bauarbeiten musste eine Million Kubikmeter Erde bewegt werden.
Am 23. September 1868 fuhr die erste Lokomotive über den neuerbauten Viadukt. Das zweite Gleis wurde im Februar 1869 fertiggestellt. Gebaut wurde die Brücke von Oberingenieur Sorge, der den Viadukt entwarf, und Sektionsingenieur Clauß, der den Bau ausführte. Bei den Bauarbeiten gab es einige Unfälle, darunter auch Todesfälle.
Erste Instandsetzungsarbeiten wurden 1928 ausgeführt. Ab 1965 lag auf dem Viadukt eine Langsamfahrstelle. In den 1960er Jahren wurde infolge von Abdichtungsschäden, unzulässig hohen Achslasten (Wismut-Transporte) und zeitweise schlechtem Oberbauzustand zunächst eine Geschwindigkeitsbeschränkung von 50 km/h eingeführt. Zuvor waren Schäden in den Gewölben der Spandrillgänge, Mörtelauswaschungen und -auslaugungen, Risse, Kantenabplatzungen sowie Längsrisse an einigen Pfeilern festgestellt. Später folgte eine Herabsetzung auf 30 km/h, schließlich auf 20 km/h. Eine mangelhafte Entwässerung verstärkte den Verschleiß.
Zwischenzeitlich konnte der Erhaltungszustand durch einen veränderten Oberbau und den Einbau von Schienenauszügen stabilisiert werden. Nach der Elektrifizierung zwischen Dresden und Werdau passierten Mitte der 1980er Jahre bis zu 200 Züge pro Tag das Bauwerk. Verschiedene Varianten einer grundlegenden Brückensanierung wurden aufgrund großen Aufwands, langer Bauzeit, zu geringer erwartender Nutzungsdauer und wegen der während der Sanierungszeit unvermeidlichen betrieblichen Beschränkungen verworfen. Ab 1980 wurden schließlich verschiedene Varianten für eine neue Brücke untersucht: eine Lösung mit Fertigteilüberbauten aus Spannbeton, eine Lösung mit Stahlüberbauten sowie monolithische Spannbetonüberbauten. Letztlich wurde eine Variante mit Spannbetonüberbrücken mit Durchlaufträgern ausgewählt. Von 1979 bis 1984 wurden die Untergrundverhältnisse entlang der geplanten Neubautrasse erkundet.
Der Ministerrat der DDR beschloss am 10. Januar 1986, die alte gekrümmte Trasse mit dem Hetzdorfer Viadukt im Zuge einer Streckenbegradigung mit einer 2.033,9 m langen und bis zu 16,8 Promille steilen Neubaustrecke zu umgehen und den Viadukt für den Eisenbahnverkehr stillzulegen.
Aufgrund fehlender Baukapazitäten konnten die Arbeiten erst Mitte 1987 begonnen werden. Im November 1987 wurde der erste der neuen Pfeiler gegründet.
Im Zuge der Streckenbegradigung wurden zwei jeweils 343,65 m lange und bis zu 34,50 bzw. 36,50 m hohe Spannbetonbrücken errichtet. Der neue Streckenabschnitt ging am 12. Mai 1992, zunächst eingleisig, in den regulären Betrieb. Der Streckenabschnitt mit der alten Brücke wurde am gleichen Tag stillgelegt. Das zweite Gleis wurde zum 30. Mai 1992 in Betrieb genommen.
Im Herbst 1989 versuchten viele Menschen, wegen der geringen Geschwindigkeit im Bereich der Brücke auf die Flüchtlingszüge aus Prag nach Hof in Bayern aufzuspringen.

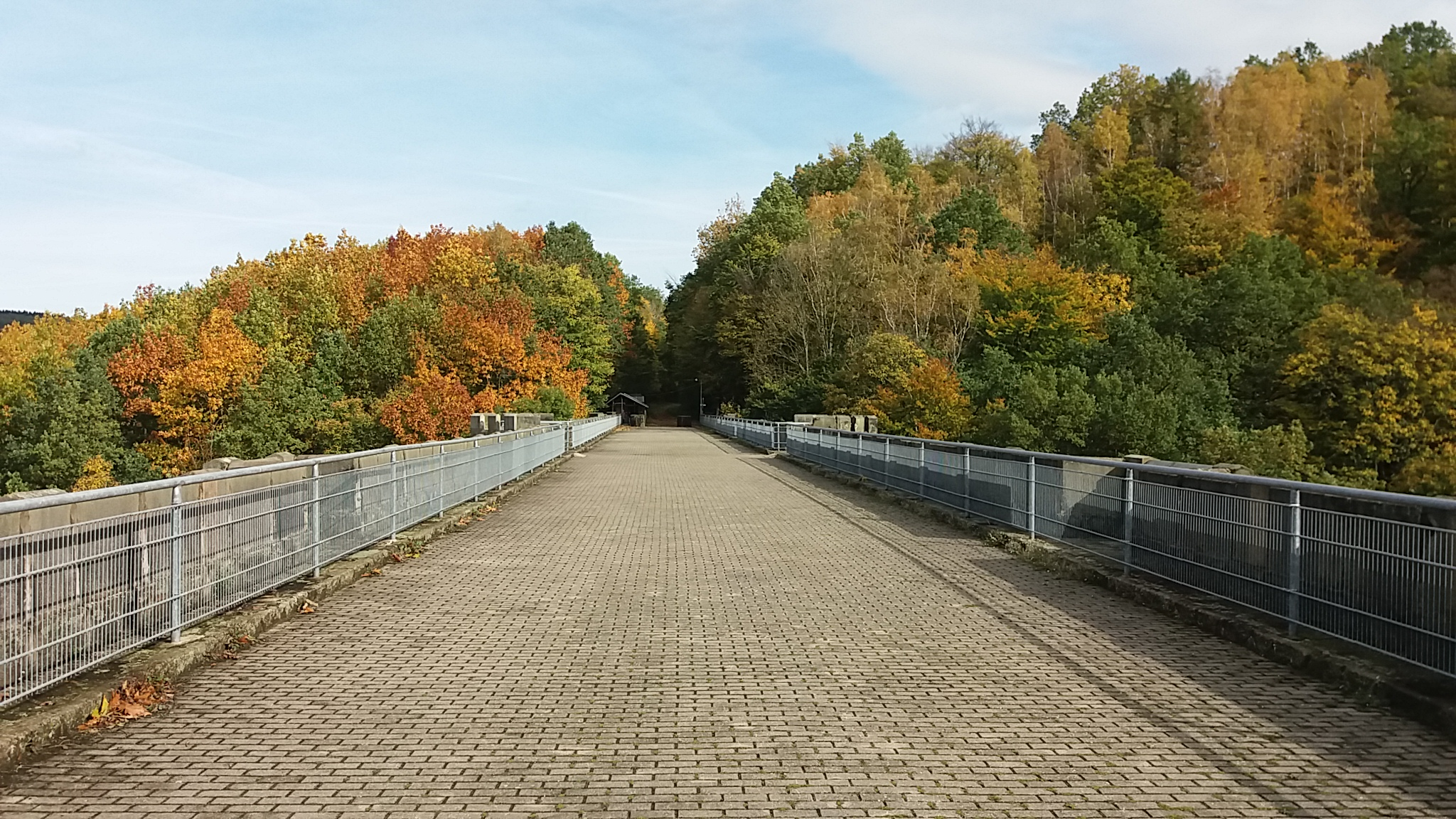
Wanderweg auf dem Viadukt im Jahr 2017

In den 1990er Jahren wurde der Viadukt von ABM-Kräften gesichert und als Wanderweg hergerichtet. Seitdem ist er zwischen Oederan und Augustusburg Teil des Fernwanderweges Ostsee-Saaletalsperren.

## Daten
Der Hetzdorfer Viadukt ist 43 m hoch und 328 m lang. Er hat in Talmitte vier große Bögen mit 22,66 m lichter Weite. An diese schließen sich zwei bzw. fünf Bögen mit 16,99 m lichter Weite an. An den Brückenenden stehen jeweils drei 5,66 m weit spannende Bögen. Die Brücke beschreibt im Grundriss einen Kreis mit einem Radius von 572 m. Als Baustoffe wurden blaugrauer Gneis, Granit und Pirnaer Sandstein verwendet.
Die Trasse verläuft im ersten Viertel des Bauwerks gerade und im übrigen Teil mit einem Kurvenradius von 572 m.